# Mentone (Texas)
Pour les articles homonymes, voir Mentone.
La census-designated place de Mentone (en anglais [ˌmɛnˈtoʊn]) est le siège du comté de Loving, dans l’État du Texas, aux États-Unis. Sa population a été estimée à 19 habitants lors du recensement de 2010. C’est la seule localité du comté le moins peuplé de tout le pays. 
Mentone est le deuxième plus petit siège de comté du pays après Brewster, dans le Nebraska. Mentone n’est pas incorporée.